# Lorena Pokoik
Lorena Iris Pokoik García (Buenos Aires, 24 de diciembre de 1972) es una dirigente política argentina que ocupa el cargo de Diputada Nacional por Unión por la Patria. Antes fue legisladora de la Ciudad de Buenos Aires entre 2013 y 2021. 

## Biografía
Pokoik nació en el barrio de Mataderos de la ciudad de Buenos Aires, donde inició su militancia en el peronismo a nivel territorial y sindical. Se formó durante su juventud con el dirigente peronista Envar El Kadri, con quien compartiría buena parte de las resistencias antineoliberales durante la década del '90.  
Preside la Asociación Mutual Homero Manzi, espacio social y cultural del barrio de Boedo fundado en 1990. La mutual es conocida por su participación en el Carnaval Porteño y por ser la sede que nuclea a las agrupaciones murgueras de la Ciudad de Buenos Aires.   
Poikok fue elegida como legisladora de la Ciudad de Buenos Aires en 2013 y reelecta en 2017, finalizando su mandato en 2021. Entre 2014 y 2021 fue vicepresidenta del Partido Justicialista de la Ciudad de Buenos Aires (PJ CABA).  